# Чарторыйский, Станислав Костка
Князь Станислав Костка Чарторыйский (ум. 5 апреля 1766, Варшава) — государственный деятель Речи Посполитой, чашник великий литовский, затем ловчий великий коронный (с 1742 года), староста луцкий, липницкий и радошицкий. Полковник панцирной хоругви.

## Биография
Представитель корецкой линии магнатского рода Чарторыйских герба «Погоня». Старший сын хорунжего великого литовского князя Юзефа Чарторыйского (ум. 1750) и Терезы Денгоф, дочери воеводы поморского Владислава Денгофа.
Его воспититателем был ксёндз-пиарист Мамчинский. Обычно проживал под Краковом, но часто бывал в Люблине и Варшаве в конце правления Августа II. В декабре 1732 года был избран послом от Брацлавского воеводства на сейм.
Во время правления польского короля Августа III Станислав Костка Чарторыйский занимал должность чашника великого литовского, а 21 мая 1742 года стал ловчим великим коронным. В 1743 году — вислицкий посол на сейм. В 1752 году получил должность старосты луцкого. 8 марта 1744 года стал кавалером Ордена Белого Орла.
Князь Станислав Костка Чарторыйский болел туберкулезом.
25 апреля 1763 года отказался от звания старосты луцкого в пользу своего старшего сына Юзефа Клеменса Чарторыйского, но только на бумаге, а фактически продолжал исполнять эту должность до своей смерти.
В 1763 году после смерти польского короля Августа III князь Станислав Костка Чарторыйский был назначен послом Речи Посполитой при прусском дворе в Берлине. В феврале того же года выступа на волынском сеймике в Луцке, где имел под своим начальством улан и шляхту воеводы русского Августа Александра Чарторыйского. Пытался добиться избрания на сейм «своих» послов и не допустить в сейм воеводу волынского Юзефа Кантия Оссолинского, противника «Фамилии». В 1764 году подписал избрание на польский престол Станислава Августа Понятовского.
На коронационном сейме в декабре 1764 года Станислав Костка Чарторыйский был назначен для проведения переговоров с российским и прусским послами. С февраля 1765 года серьёзно болел.
В субботу 5 апреля 1766 года Станислав Костка Чарторыйский скончался в Варшаве. 8 апреля его похоронили в бернардинском костеле в Кальварии-Зебжидовской.

## Семья
В октябре 1736 года в Кракове женился на Анне Рыбинской (ум. 1778), дочери воеводы хелмского и генерала коронной артиллерии Якуба Зигмунда Рыбинского (ум. 1725). Дети:
- Юзеф Клеменс Чарторыйский (1740—1810), стольник великий литовский, войт и староста луцкий
- Казимир Костка Чарторыйский (1741—1806)
- Констанция (1742—1792), жена Анджея Замойского.